# Yağmurbaba, Polatlı
Yağmurbaba là một xã thuộc huyện Polatlı, tỉnh Ankara, Thổ Nhĩ Kỳ. Dân số thời điểm năm 2011 là 58 người.